# Kalinówka (Kaleń)
Kalinówka – nieoficjalny przysiółek wsi Kaleń, leżący w województwie lubelskim, w powiecie puławskim, w gminie Markuszów.